# Reginald Herbert (15e comte de Pembroke)
Reginald Herbert, 15e comte de Pembroke et 12e comte de Montgomery (8 septembre 1880 - 13 janvier 1960) est un pair britannique. 

## Biographie
Il est le fils de Sidney Herbert (14e comte de Pembroke) et Beatrix Louisa Lambton, fille de George Lambton (2e comte de Durham). Il descend d'une famille aristocratique russe, les Woronzow, par le mariage de Catherine Woronzow avec George Herbert (11e comte de Pembroke),.
Il épouse Beatrice Eleanor Paget (des marquis d'Anglesey) le 21 janvier 1904 et ils ont quatre enfants:
- Patricia Herbert (12 novembre 1904 - 19 mars 1994)
- Sidney Herbert (16e comte de Pembroke) (9 janvier 1906 - 16 mars 1969)
- David Herbert (3 octobre 1908 - 3 avril 1995)
- Anthony Edward George Herbert (12 septembre 1911-22 août 1971)

Pembroke est remplacé dans ses titres et domaines par son fils aîné,.
Pendant la Seconde Guerre mondiale il travaille au ministère des Affaires étrangères, en cette qualité, il est le destinataire d'une note humoristique souvent reproduite envoyée par Archibald Clark Kerr (alors ambassadeur britannique à Moscou).